# Новосильцов, Леонид Николаевич
Леони́д Никола́евич Новоси́льцов или Новоси́льцев (9 июня 1872 — 22 октября 1934, Сараево) — русский офицер и политический деятель. Член Государственной думы I и IV созывов от Калужской губернии.

## Биография
Православный. Из потомственных дворян Калужской губернии.
Окончил Нижегородский кадетский корпус (1889), Михайловское артиллерийское училище (1892) и Александровскую военно-юридическую академию (1900, с занесением фамилии за успехи в учёбе на золотую доску академии).

## Офицер, адвокат, политик
Служил во 2-й гренадерской и 3-й полевой бригадах, Московском военно-окружном суде. В 1902 вышел в отставку в чине капитана. Жил в Калуге, состоял помощником присяжного поверенного, а с 1906 года — и присяжным поверенным. У Новосильцева с 27 марта 1910 года проходил юридическую практику помощника присяжного поверенного А. А. Кологривов, а с 31 октября 1912 года — Н. Г. Смирнов. Избирался гласным и председателем Калужской городской думы, членом Малоярославецкой уездной земской управы, почетным мировым судьей. В ноябре 1906 стал одним из основателей и первым председателем Калужского губернского комитета Конституционно-демократической партии.
В 1906 — член I Государственной думы от Калужской губернии, входил в состав комиссий по исследованию незакономерных действий должностных лиц и о запросах. Член кадетской фракции. С 15 ноября 1912 года член IV Государственной думы от Калужской губернии, входил в состав комиссии по запросам, член кадетской фракции, пока в июне 1913 года не сложил свои депутатские полномочия.

## Участник Первой мировой и Гражданской войн
Во время Первой мировой войны вернулся в армию, служил на Юго-Западном фронте, командовал 19-й ополченской батареей, с 1915 — подполковник. После Февральской революции активно занимался общественно-политической деятельностью, пытаясь объединить офицеров для борьбы с анархией. В мае 1917 был председателем офицерского съезда в Могилёве, на котором избран председателем Главного комитета Союза офицеров армии и флота. В июле 1917 года встречался в Петрограде с Колчаком, когда персона адмирала обсуждалась общественностью как кандидатура в диктаторы. Сторонник военной диктатуры, Новосильцов сыграл значительную роль в подготовке и проведении выступления генерала Л. Г. Корнилова. После неудачи этой акции был арестован (29 августа 1917), содержался в тюрьмах Витебска и Быхова, освобождён 24 октября 1917.
Участвовал в создании Добровольческой армии и её Первом Кубанском походе. Затем генерал Алексеев направил его в Москву с тайной миссией, во время которой Новосильцов встречался с представителями союзников, а также нелегальных антибольшевистских организаций Правый центр и Национальный центр. Занимался вопросами финансирования Добровольческой армии. В 1918 был произведён в полковники. После возвращения на Юг России служил юрисконсультом технического совета при Военном управлении (1919—1920).

## Эмигрант
В феврале 1920 вместе с частями Вооружённых сил Юга России эвакуировался из Новороссийска. Жил в Болгарии, затем в Югославии, некоторое время занимался оказанием помощи беженцам. Затем жил в Сараево, где работал на артиллерийском складе и был преподавателем кадетского корпуса, с 1922 года возглавлял русскую колонию в этом городе. Был членом правления сараевского отделения Общества офицеров-артиллеристов в Югославии, членом Общества ревнителей военных знаний, секретарём парламентской группы. Мемуарист.

## Семья
- Отец — Николай Александрович Новосильцов (1836—1892) — потомственный дворянин, в молодости участвовал в обороне Севастополя во время Крымской войны, затем был мировым посредником в Калужской губернии.
- Мать — Наталья Николаевна, урождённая Лазаревская.
  - Братья — Александр, Николай, Алексей.
  - Сёстры — Вера, Мария, Татьяна.
- Жена — Ольга Дмитриевна, урождённая Гончарова (1874—1970) — из дворянской семьи, умерла в США.
  - Дети — Ольга, Лев, Леонид (умерли в детстве), Ирина (1903—1920), Игорь (1905—1998), Олег (р. 1907), Вера (1908—1998).